# 諾曼底 (新澤西州)
諾曼底（英語：Normandie）是位於美國新澤西州蒙茅斯縣的非建制地區。

## 地理
諾曼底所處的海拔為高於海平面3米（即10英呎），而該地所採用的時區為UTC-5，即北美东部时区（EST）。同時該地設有夏令時間，為UTC-5調快一小時，即UTC-4（EDT）。